# KF Skënderbeu Korça
Klubi i Futbollit Skënderbeu Korça ist ein albanischer Fußballverein aus Korça, der sich früher auch S.K. Skënderbeu Korça nannte. Der Verein wurde in der Saison 2010/11 nach 78 Jahren wieder Meister der ersten albanischen Liga, der Kategoria Superiore. In der Folge konnte der Titel fünf Mal verteidigt werden.
Seine Heimspiele trägt Skënderbeu im Skënderbeu-Stadion aus, das nach einer grundlegenden Erneuerung in den Jahren 2009/10 rund 12.000 Zuschauern Platz bietet. Internationale Partien werden oft in der Elbasan Arena ausgetragen.
Der Verein ist nach dem albanischen Fürsten Skanderbeg benannt.

## Geschichte
Der 1909 gegründete Verein gehörte 1930 zu den Gründungsmitgliedern der ersten albanischen Liga, wobei man gleich Vizemeister wurde. 1933 gelang der erste Gewinn der albanischen Meisterschaft. In der Folge spielte der Verein über Jahrzehnte in der ersten Liga, ohne aber je einen Erfolg zu erlangen. Dritte Plätze waren die besten Ergebnisse. Im Pokal stieß Korça gelegentlich bis in den Final vor – aber auch hier gelang nie der Sieg. 1975 erreichte Skënderbeu als Drittletzter der Meisterschaft nur einen Abstiegsplatz und musste absteigen.
Bereits in der Meisterschaft 1976/77 spielt Skënderbeu wieder erstklassig. Der Ligaerhalt gelang aber in der Folge oft nicht, so dass Korça immer wieder in der zweithöchsten Liga spielte. Auch 2006 musste der Verein erneut aus der Kategoria Superiore absteigen, kehrte aber nach nur einer Saison wieder in die höchste Spielklasse zurück. Die Saison 2008/09 verbrachte der Verein wiederum in der zweithöchsten Liga. In der Saison 2009/10 gelang der Ligaerhalt in der höchsten Liga.
Im Folgejahr wurde der Verein nach 78 Jahren zum zweiten Mal albanischer Fußballmeister. Es gelang Skënderbeu, den Titel fünf Mal hintereinander zu verteidigen. Den Erfolg verdankt der Verein dem Einstieg bedeutender Investoren, darunter den Chef von Red Bull in Albanien und dem Chef des lokalen Ölkonzerns Taçi Oil, Rezart Taçi. Weiter Investoren waren Politiker und der Geschäftsmann Ardjan Takaj, der im Wettbürogeschäft tätig war. Der Erfolg führte zu einer Fußballeuphorie in Korça.
2013 gewann Korça zum ersten Mal die SuperKupa, nachdem die Endspiele in den beiden Jahren zuvor gegen KF Tirana verloren wurden. 2014 konnte der Erfolg wiederholt werden. 2018 konnte Skënderbeu zum ersten Mal den Pokal gewinnen.
Wegen Spielabsprachen hat die UEFA den Verein im Juni 2016 mit einer Buße belegt und für ein Jahr von internationalen Wettbewerben ausgeschlossen. Die Strafe wurde vom Internationalen Sportgerichtshof bestätigt. In einer zweiten Phase wurde von der UEFA im März 2018 ein zehnjähriger Ausschluss Skënderbeus von allen europäischen Wettbewerben und eine Buße von einer Million Euro verhängt. Diese härteste von der UEFA je ausgesprochene Strafe wurde dadurch begründet, dass niemand je zuvor in solchem Ausmaß betrogen hätte. 53 Fälle wurden nachgewiesen. Vertreter des Clubs erklärten, man sei unschuldig und werde den Sportgerichtshof aufsuchen.
In der Saison 2018/19 spielte man erstmals seit 2011 nicht um die Meisterschaft mit und wurde nur Vierter, ebenso wie in der Saison 2019/20.
Nach einer schwachen Saison im Jahr 2022 stieg der Verein nach 13 Jahren wieder in die Kategoria e parë ab. Der Wiederaufstieg gelang in der folgenden Saison.

### Namensänderungen

Altes Wappen

Der Verein wurde in den folgenden Jahren umbenannt:
- 1909 – Vllazëria Korça (Name bei Gründung)
- 1923 – SK Shpresa Korça
- 1925 – SK Skënderbeu Korça
- 1946 – KS Dinamo Korça
- 1949 – Korça
- 1950 – Puna Korça
- 1958 – KF Skënderbeu Korça

## Kader 2024/25
Stand: 22. Juli 2024
| Nr. |           | Position | Name              |
| --- | --------- | -------- | ----------------- |
| 4   | Brasilien | AB       | Marcos Ramos      |
| 5   | Albanien  | AB       | Elvis Prençi      |
| 6   | Nigeria   | MF       | Mario Rabiu       |
| 8   | Albanien  | MF       | Dean Lico         |
| 9   | Albanien  | ST       | Ermir Rashica     |
| 11  | Albanien  | ST       | Ardit Nikaj       |
| 12  | Albanien  | TW       | Amarildo Dervishi |
| 14  | Albanien  | AB       | Andres Gkertsos   |
| 17  | Albanien  | MF       | Rei Pecani        |
| 18  | Nigeria   | ST       | Samuel Ajine      |
| 20  | Ghana     | AB       | Randy Dwumfour    |

| Nr. |           | Position | Name            |
| --- | --------- | -------- | --------------- |
| 21  | Albanien  | MF       | Kosta Vangjeli  |
| 25  | Albanien  | MF       | Dejvid Janaqi   |
| 30  | Brasilien | MF       | Yuri Merlim     |
| 32  | Albanien  | AB       | Ergi Zenullari  |
| 66  | Nigeria   | ST       | Uche Sabastine  |
| 71  | Albanien  | TW       | Marco Alia      |
| 77  | Albanien  | AB       | Klevis Shaqe    |
|     | Kolumbien | AB       | Lucho Vásquez   |
|     | Ghana     | ST       | Bismark Charles |
|     | Albanien  | ST       | Kostika Becka   |
|     | Albanien  | AB       | Kevin Hysolli   |

## Erfolge
- Albanische Meisterschaft
  - Meister (8): 1933, 2011, 2012, 2013, 2014, 2015, 2016, 2018
- Albanischer Fußballpokal
  - Sieger (1): 2018
  - Finalist (6): 1958, 1965, 1976, 2012, 2017, 2021
- Albanischer SuperKupa
  - Sieger (3): 2013, 2014, 2018
  - Finalist (4): 2011, 2012, 2015, 2016

## Europäische Wettbewerbe
In der Saison 2013/14 gelang es Skënderbeu Korça als erster albanischen Mannschaft, in die dritte Runde der Champions-League-Qualifikation vorzustoßen.
Zwei Jahre später, zur Saison 2015/16, schaffte es das Team erneut in die 3. Qualifikationsrunde der Champions League. Dort wurde der FC Milsami aus Moldawien nach Hin- und Rückspiel mit jeweils 2:0 bezwungen, sodass der Verein als erste albanische Mannschaft überhaupt bis in die Play-offs zur Champions-League-Gruppenphase vordrang. Der Mannschaft wurde der kroatische Meister Dinamo Zagreb zugelost, Skënderbeu Korça verlor jedoch beide Spiele. Infolgedessen trat Skënderbeu Korça in der Gruppenphase der UEFA Europa League 2015/16 an. Dort wurde die Mannschaft nach einem Sieg und fünf Niederlagen zwar nur Gruppenletzter, gleichwohl bleibt es der bisher größte internationale Erfolg, erstmals die Play-offs zur Champions League und die Gruppenphase der UEFA Europa League erreicht zu haben.
Für die Saison 2016/17 war Korça wegen Spielabsprachen von der UEFA ausgeschlossen und durch FK Partizani Tirana ersetzt worden.
In der Qualifikation zur Europa League 2017/18 traf Skënderbeu im Play-off-Spiel erneut auf Dinamo Zagreb. Diesmal konnte sich der Klub dank der Auswärtstorregel durchsetzen und somit ein weiteres Mal an der Gruppenphase des Wettbewerbs teilnehmen.
Bilanz der Teilnahme bei den europäischen Wettbewerben
| Saison  | Wettbewerb            | Runde                  | Gegner                | Gesamt          | Hin     | Rück          |
| ------- | --------------------- | ---------------------- | --------------------- | --------------- | ------- | ------------- |
| 2011/12 | UEFA Champions League | 2. Qualifikationsrunde | APOEL Nikosia         | 0:6             | 0:2 (H) | 0:4 (A)       |
| 2012/13 | UEFA Champions League | 2. Qualifikationsrunde | VSC Debrecen          | 1:3             | 1:0 (H) | 0:3 (A)       |
| 2013/14 | UEFA Champions League | 2. Qualifikationsrunde | Neftçi Baku PFK       | 1:0             | 0:0 (A) | 1:0 (H)       |
| 2013/14 | UEFA Champions League | 3. Qualifikationsrunde | Schachtjor Qaraghandy | 3:5             | 0:3 (A) | 3:2 (H)       |
| 2013/14 | UEFA Europa League    | Play-offs              | Tschornomorez Odessa  | 1:1 (6:7 i. E.) | 0:1 (A) | 1:0 n. V. (H) |
| 2014/15 | UEFA Champions League | 2. Qualifikationsrunde | BATE Baryssau         | (a)1:1(a)       | 0:0 (A) | 1:1 (H)       |
| 2015/16 | UEFA Champions League | 2. Qualifikationsrunde | Crusaders FC          | 6:4             | 4:1 (H) | 2:3 (A)       |
| 2015/16 | UEFA Champions League | 3. Qualifikationsrunde | FC Milsami            | 4:0             | 2:0 (A) | 2:0 (H)       |
| 2015/16 | UEFA Champions League | Play-offs              | Dinamo Zagreb         | 2:6             | 1:2 (H) | 1:4 (A)       |
| 2015/16 | UEFA Europa League    | Gruppenphase           | Beşiktaş Istanbul     | 0:3             | 0:1 (H) | 0:2 (A)       |
| 2015/16 | UEFA Europa League    | Gruppenphase           | Lokomotive Moskau     | 0:5             | 0:2 (A) | 0:3 (H)       |
| 2015/16 | UEFA Europa League    | Gruppenphase           | Sporting Lissabon     | 4:5             | 1:5 (A) | 3:0 (H)       |
| 2016/17 | UEFA Champions League | 2. Qualifikationsrunde | Ferencváros Budapest  | DSQ             |         |               |
| 2017/18 | UEFA Europa League    | 1. Qualifikationsrunde | UE Sant Julià         | 6:0             | 1:0 (H) | 5:0 (A)       |
| 2017/18 | UEFA Europa League    | 2. Qualifikationsrunde | FK Qairat Almaty      | 3:1             | 1:1 (A) | 2:0 (H)       |
| 2017/18 | UEFA Europa League    | 3. Qualifikationsrunde | FK Mladá Boleslav     | 3:3 (4:2 i. E.) | 1:2 (A) | 2:1 n. V. (H) |
| 2017/18 | UEFA Europa League    | Play-offs              | Dinamo Zagreb         | (a)1:1(a)       | 1:1 (A) | 0:0 (H)       |
| 2017/18 | UEFA Europa League    | Gruppenphase           | Dynamo Kiew           | 4:5             | 1:3 (A) | 3:2 (H)       |
| 2017/18 | UEFA Europa League    | Gruppenphase           | BSC Young Boys        | 2:3             | 1:1 (H) | 1:2 (A)       |
| 2017/18 | UEFA Europa League    | Gruppenphase           | FK Partizan Belgrad   | 0:2             | 0:0 (H) | 0:2 (A)       |

Gesamtbilanz: 38 Spiele, 13 Siege, 8 Unentschieden, 17 Niederlagen, 42:54 Tore (Tordifferenz −12)